# Diocesi di Funay

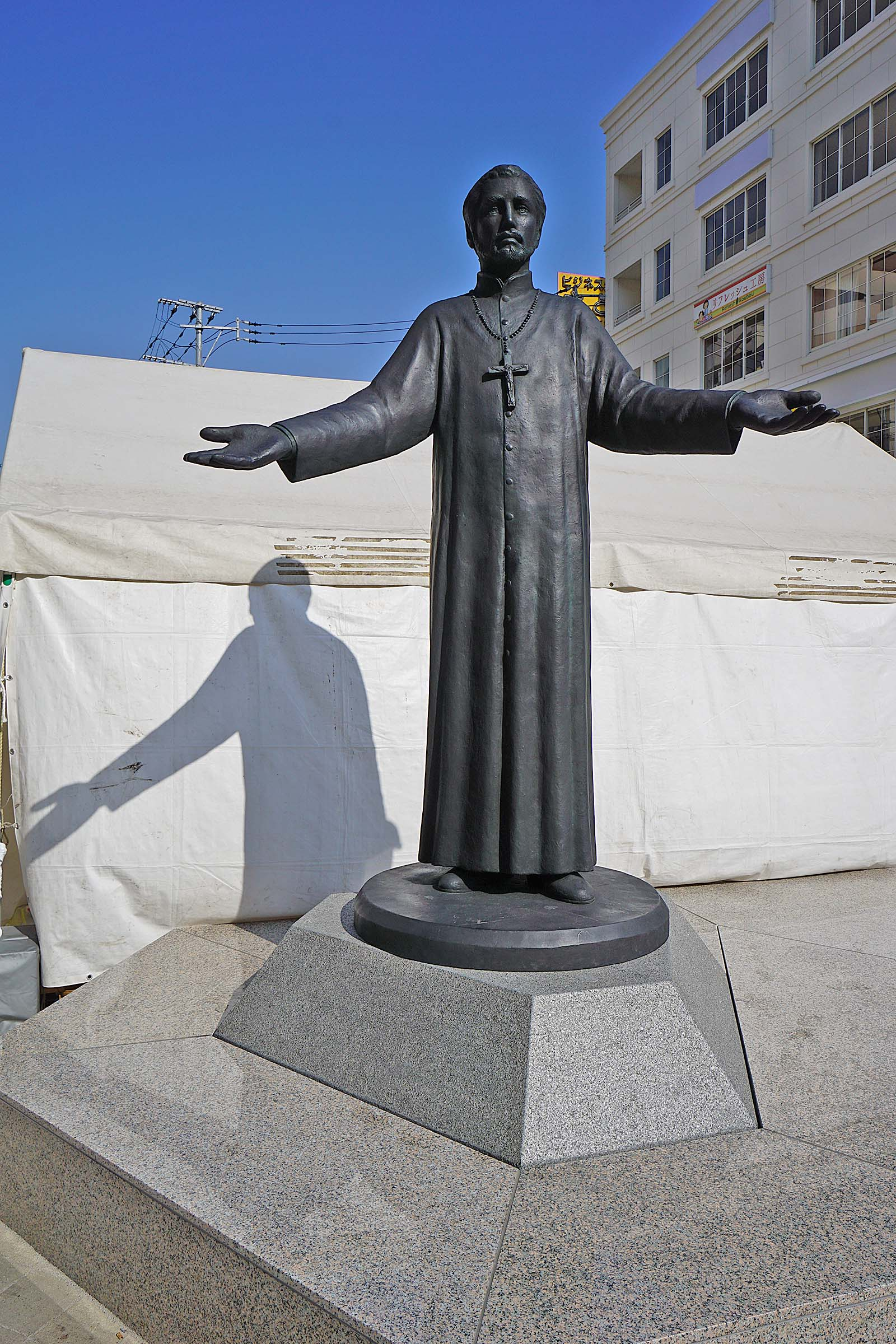
La statua di San Francesco Saverio a Ōita.

La diocesi di Funay (in latino Dioecesis Funayensis) è stata una sede della Chiesa cattolica in Giappone.

## Territorio
La diocesi comprendeva l'arcipelago del Giappone.
Sede vescovile era l'antica città di Funay, oggi Ōita, capitale della provincia di Bungo.

## Storia
Funay fu visitata tra settembre e novembre 1551 da Francesco Saverio, che vi istituì una comunità cristiana guidata da un gruppo di missionari gesuiti. Funay divenne il centro dell'evangelizzazione dell'arcipelago giapponese.
La diocesi fu eretta da papa Sisto V il 19 febbraio 1588, ricavandone il territorio dalla diocesi di Macao. Il diritto di patronato fu concesso ai re di Portogallo. Era suffraganea dell'arcidiocesi di Goa.
Di tutti i vescovi nominati per questa sede, appartenenti alla Compagnia di Gesù, solo due raggiunsero il Giappone. Sebastião de Morais de Funchal, provinciale dei gesuiti del Portogallo, trovò la morte in Mozambico nel viaggio verso l'Estremo Oriente. Pedro Martins arrivò a Nagasaki nell'agosto del 1596, ma già nel marzo dell'anno seguente è menzionato dai documenti a Macao; morirà in mare nel tentativo di ritornare in Giappone. Luis Cerqueira, suo vescovo coadiutore, sbarcò a Nagasaki il 5 agosto 1598 e sembra sia morto in sede.
Infine Diego Correia Valente arrivò a Macao nel novembre del 1619. L'11 settembre 1626 ricevette da Propaganda Fide l'ordine di predisporre i corsi necessari per la formazione di un clero giapponese. Tuttavia, già dal 1587 in Giappone si era scatenata una feroce persecuzione contro i cristiani, che portò nel giro di un decennio alla quasi scomparsa della religione. Questo impedì al vescovo di raggiungere la sua sede, ed affidò il governo della sua diocesi a Francisco Pacheco, che già era stato collaboratore di Luis Cerqueira. Pacheco fu catturato nel 1625 e condannato al rogo assieme ad altri martiri a Nagasaki il 20 giugno 1626. Saranno beatificati da papa Pio IX nel 1867.
La persecuzione decimò la popolazione cattolica della diocesi e per gli occidentali fu sempre più difficile mettere piede nel Paese. La Santa Sede nominò, dopo Correia Valente, degli amministratori apostolici, che tuttavia entrarono in conflitto con le autorità portoghesi. Il primo di questi fu il conventuale italiano Francesco Antonio Frascella, vescovo titolare di Mira, che fu trattenuto in semi-libertà a Goa per molto tempo: da qui scrisse una lettera pastorale ai cristiani giapponesi.
La diocesi fu soppressa de facto verso la metà del XVII secolo, quando il Giappone si chiuse al mondo occidentale (Sakoku) e più alcun missionario poté raggiungere il Giappone fino a metà Ottocento.

## Cronotassi dei vescovi
- Sebastião de Morais de Funchal, S.I. † (19 febbraio 1588 - 19 agosto 1588 deceduto)
- Pedro Martins, S.I. † (17 febbraio 1592 - 18 febbraio 1598 deceduto)
- Luis Cerqueira, S.I. † (18 febbraio 1598 succeduto - 15 febbraio 1614 deceduto)
- Diego Correia Valente, S.I. † (8 gennaio 1618 - 28 ottobre 1633 deceduto)
  - Francesco Antonio Frascella, O.F.M.Conv. † (26 febbraio 1638 - 1653 deceduto) (amministratore apostolico)
  - Diego Luis † (1641 - 1649 deceduto) (non confermato)
  - André Fernandes † (29 marzo 1649 - ?) (non confermato)